# Miller Peak (Viktorialand)
Der Miller Peak ist ein Berggipfel von 2420 m Höhe im ostantarktischen Viktorialand. Er ragt rund 3 km südlich des Mount Ford in der Explorers Range in den Bowers Mountains auf.
Erforscht wurde das Gebiet durch Teilnehmer einer von 1963 bis 1964 durchgeführten Kampagne im Rahmen der New Zealand Geological Survey Antarctic Expedition, die ihn nach Joseph Holmes Miller (1919–1986) benannten, dem Vermessungsleiter der Expedition.